# ローズボウル (競技場)
ローズボウル（Rose Bowl）は、アメリカ合衆国カリフォルニア州パサデナにある多目的球技場。ボウルとはすり鉢状の競技場のことを意味する。

## 概要
1921年に建設が開始され1922年に完成した。1923年1月1日には、南カリフォルニア大学とペンシルベニア州立大学（通称：ペン・ステート）の対戦でローズボウルゲームが開催された。1982年以降はUCLAフットボールチームがホームグラウンドとしている。収容人員は92,542人。1987年にアメリカ合衆国国定歴史建造物に指定された。

## サッカー
ローズボウルはサッカーにもしばしば使用される。1984年のロサンゼルスオリンピック、1994年のFIFAワールドカップ(男子)アメリカ大会、1999年のFIFA女子ワールドカップ、2011年のゴールドカップなどの国際大会の決勝戦が行われ、特にFIFA女子ワールドカップ決勝戦で90,185人、ブラジルがPK戦の末に優勝を果たしたFIFAワールドカップ決勝では94,194人の観客を集めた。現在の所、男子・女子共にFIFAワールドカップの決勝戦を開催したのは此処、ローズボウルだけである。
1996年から2002年まではメジャーリーグサッカークラブ、ロサンゼルス・ギャラクシーのホームグラウンドであり、1998年のMLSカップ決勝が開催された。
LAギャラクシーが移転して21年経った2023年、独立記念日となる7月4日、ロサンゼルス・ギャラクシーとロサンゼルスFCの対戦（エル・トラフィコ）が開催され、MLS史上最多動員数となる82,110人を記録し、試合はLAギャラクシーが2-1で勝利した。
2025年開催のFIFAクラブワールドカップ2025の会場の一つでもあり、6月15日（現地時間）に行われたグループステージ、グループBのパリ・サンジェルマンFC対アトレティコ・マドリードの試合では80,619人の観客を集めた。また、6月26日には浦和レッズ対CFモンテレイの試合が予定されている。

## NFL
1977年に最初に第11回スーパーボウルを開催して以来、計5回のスーパーボウルが開催されている。
2015年7月、2016年以降にNFLチームへの短期レンタルを行うかどうか、オペレーションチームによる投票を行い、11-0の満場一致で拒否することを決定した。